# Пустовойтенко, Михаил Саввич
Михаи́л Са́ввич Пустово́йтенко (1865—?) — русский военачальник, генерал-лейтенант, участник Первой мировой войны.

## Биография
Михаил Пустовойтенко родился 3 ноября 1865 года в семье священника, из мещан города Аккермана Бессарабской губернии. Начальное образование получил в Одесской духовной семинарии, после чего 29 июня 1883 года поступил в Одесское пехотное юнкерское училище.
28 января 1886 года произведён в подпоручики и выпущен в 14-й стрелковый полк, 1 сентября 1889 года произведён в поручики. Вскоре Пустовойтенко сдал вступительные экзамены в Николаевскую академию Генерального штаба и 18 мая 1894 года за отличие в науках был произведён в штабс-капитаны. В том же году выпущен из академии по 1-му разряду и был назначен старшим адъютантом штаба 7-й пехотной дивизии.
24 марта 1896 года Михаил Саввич Пустовойтенко получил чин капитана Генерального штаба и с 25 мая того же года занимал должность старшего адъютанта штаба 10-й пехотной дивизии, причём с 10 октября 1898 года по 23 октября 1899 года отбывал цензовое командование ротой в 37-м пехотном Екатеринбургском полку. С 20 августа по 4 ноября 1900 года Пустовойтенко исполнял дела начальника строевого отдела штаба Брест-Литовской крепости, а затем вплоть до 7 июля 1901 года состоял штаб-офицером для особых поручений при штабе Варшавского военного округа, 6 декабря 1900 года произведён в подполковники. С 15 мая по 15 сентября 1904 года по цензу командовал батальоном в 183-м резервном пехотном Пултусском полку.

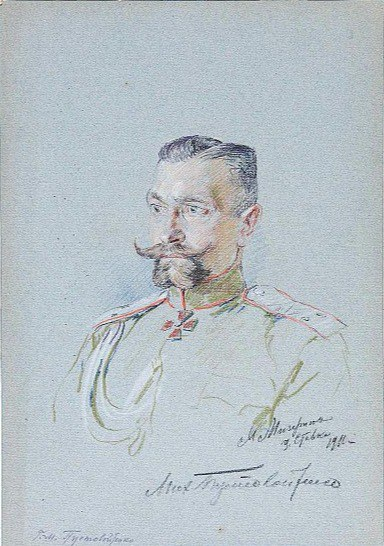
Портрет 1916 г.

10 августа 1904 года Пустовойтенко был назначен начальником штаба 3-го округа Отдельного корпуса пограничной стражи, 6 декабря произведён в полковники. В 1907 году, с целью совершенствования военного образования Пустовойтенко был прикомандирован к артиллерии (с 21 мая по 23 июля) Варшавского военного округа, а в следующем году совершил аналогичную командировку в кавалерийские части (с 6 сентября по 6 октября).
4 декабря 1908 года полковник Пустовойтенко оставил службу в пограничных войсках и был назначен командиром 182-го пехотного Гроховского полка. 6 декабря 1913 года он был произведён в генерал-майоры и назначен начальником штаба 1-го Сибирского армейского корпуса. 19 июня 1914 года Пустовойтенко занял должность помощника 1-го обер-квартирмейстера Главного управления Генерального штаба (ГУГШ) и избран постоянным членом Крепостной комиссии при ГУГШ, и вскоре получил назначение 1-м обер-квартирмейстером ГУГШ.
Накануне Первой мировой войны, с объявлением мобилизации 19 июля 1914 года был назначен обер-квартирмейстером штаба армий Юго-Западного фронта, а 1 апреля следующего года Михаил Саввич Пустовойтенко перевёлся на ту же должность в штаб Северо-Западного фронта. 

### Первая мировая война
30 августа 1915 года назначен исполняющим дела генерал-квартирмейстера штаба Верховного Главнокомандующего императора Николая II. 6 ноября 1916 года произведён в генерал-лейтенанты, через месяц назначен начальником 12-й пехотной дивизии. За несколько дней до Октябрьского переворота Пустовойтенко занял должность командира 40-го армейского корпуса.

По некоторым сведениям Михаил Саввич Пустовойтенко — один из участников антицарского заговора в конце 1916 года и член «Военной ложи». Пустовойтенко открыто говорил в Ставке о царе: 
Разве он понимает что-нибудь из происходящего в стране? Разве он верит хоть одному мрачному слову Михаила Васильевича (Алексеева)? Разве он не боится поэтому его ежедневных докладов, как урод боится зеркала? Мы указываем ему на полный развал армии и страны в тылу ежедневными фактами, не делая особых подчеркиваний, доказываем правоту своей позиции, а он в это время думает о том, что слышал за пять минут во дворе, и, вероятно, посылает нас ко всем чертям…
В начале 1918 года Пустовойтенко уехал за границу и более достоверных сведений о нём разыскать не удалось. По сведениям С. В. Волкова, Пустовойтенко во время Гражданской войны служил в Вооружённых силах Юга России, однако в книге Н. Н. Рутыча «Биографический справочник высших чинов Добровольческой армии и Вооружённых сил Юга России» (М., 2002) генерал Пустовойтенко не значится.
Адмирал А. Д. Бубнов вспоминал, что генерал-квартирмейстер генерал Пустовойтенко играл при генерале Алексееве столь же бесцветную роль, какую играл генерал Янушкевич при великом князе Николае Николаевиче. Генерал Алексеев приблизил его к себе, вероятно, главным образом потому, что он не мешал ему вести оперативное руководство и был точным и лишенным всякой инициативы исполнителем его воли и указаний.

## Награды
- Орден Святого Станислава 3-й степени (1892 год)
- Орден Святой Анны 3-й степени (1901 год)
- Орден Святого Станислава 2-й степени (1906 год)
- Орден Святой Анны 2-й степени (1906 год)
- Орден Святого Владимира 4-й степени (1909 год)
- Орден Святого Владимира 3-й степени (1912 год)
- Орден Святого Станислава  1-й степени (1915 год)
- Орден Святой Анны 1-й степени (1915 год)
- Орден Святого Владимира 2-й степени (1915)